# Doora
Doora est le premier système de location de vélos en libre-service à Tunis,,, disponible à partir de 2018,, grâce à plusieurs intervenants et exploité par la start-up du même nom.
Fruit d'un partenariat entre la structure Business France, l'entreprise Smoove, l'Agence française de développement, le constructeur Eurocycles, la Société de promotion de lac de Tunis, les autorités et la société civile locale,,, le projet est lancé par son porteur Adel Beznine, en 2017.
En 2018, le réseau compte entre 20, et 25 stations, une flotte de 250 vélos et un total de 400 bornes d'attache, qui desservent les quartiers des Berges du Lac 1 et 2, à Tunis,,.